# Thomas J. O'Connell
Thomas Joseph O'Connell (21 novembre 1882-22 juin 1969) est un homme politique irlandais du Parti travailliste qui est chef du Parti travailliste de 1927 à 1932. Il est Teachta Dála (TD) de 1922 à 1932. Il est sénateur du Panel culturel et éducatif de 1938 à 1944, de 1948 à 1951 et de 1954 à 1957.

## Jeunesse
Thomas Joseph O'Connell est né près de Knock, dans le comté de Mayo, le deuxième enfant de Maria Biesty et Thomas Connell. Dans le cadre du renouveau gaélique, sa famille adopte le préfixe « O » pour son nom de famille au début du XXe siècle. Son père est un agriculteur militant politique et un leader communautaire. La tradition familiale prétend que son père est un Fénien qui a pris part au soulèvement des Fenians de 1867. Il est également militant de la Land League et membre de la United Irish League (UIL). L'une des tantes de Thomas, Mary O'Connell, a été l'une des premières témoins de l'apparition mariale à Knock en 1879. Sans surprise, cela a pu influencer le fait que Thomas reste un fervent catholique tout au long de sa vie.
Il se qualifie comme enseignant au collège de formation St Patrick, Drumcondra, Dublin. Il enseigne à Horseleap, dans le comté de Westmeath (1902-1905), puis est professeur principal à Streamstown, dans le comté de Westmeath (1905-1916). En 1916, il devient secrétaire général de l'Organisation nationale irlandaise des enseignants (INTO), poste qu'il occupe jusqu'à sa retraite en 1948.
En 1906, il épouse Kathleen O'Connor, une collègue enseignante dans une école nationale. Ils ont quatre enfants au cours des cinq premières années de leur mariage. Un cinquième enfant est décédé peu après sa naissance. Lorsque Kathleen prend des dispositions pour qu'un enseignant suppléant la remplace pendant qu'elle se remet de la perte de leur enfant, elle reçoit une pénalité financière de la part de ses employeurs pour cela. O'Connell est furieux et, en tant que membre dirigeant de l'INTO, lance une campagne vigoureuse pour faire supprimer la règle qui a motivé l'amende. La campagne propulse O'Connell sous les projecteurs nationaux. O'Connell utilise les anciennes relations de son père à l'UIL pour contacter John Dillon et d'autres députés irlandais afin de soulever la question à la Chambre des communes et finalement, la règle est abandonnée. La campagne est saluée comme une grande victoire pour l’INTO et les enseignantes irlandaises.

## Carrière politique
Aux élections générales de 1922, il est élu Teachta Dála (TD) pour Galway, et il est réélu aux élections générales de 1923. O'Connell bénéficie d'un bonne organisation dans la circonscription ainsi que du vote des enseignants pour assurer la victoire.
Aux élections de juin 1927, il se présente à la place dans la nouvelle circonscription de cinq sièges de Mayo Sud, où il arrive en tête du scrutin, et il est réélu aux élections de septembre 1927. À Mayo, O'Connell compte sur le soutien d'enseignants, de travailleurs migrants de l'Île d'Achill qui sont censés mieux comprendre ce que représente un parti travailliste que d'autres régions d'Irlande, et sur le soutien de la région autour de la patrie de sa famille, le sud de Mayo : Bekan, Knock et Ballyhaunis.
O'Connell et le Parti travailliste commettent une erreur lors du 5e Dáil. En août 1927, le Fianna Fáil décide d'entrer au Dáil et apporte son soutien à la motion de censure du Parti travailliste à l'égard du gouvernement Cumann na nGaedheal. Le plan est de le remplacer par une coalition dirigée par les travaillistes, avec le leader travailliste Thomas Johnson comme président du Conseil exécutif. O'Connell devait devenir le nouveau ministre de l'Éducation. Le Parti travailliste est soutenu par le Fianna Fáil et le Parti de la Ligue nationale. D'un autre côté, le gouvernement Cumann na nGaedheal a le soutien du Parti paysan et de la plupart des députés indépendants. Lorsque le vote a lieu, John Jinks, un député de la Ligue nationale, n'est pas présent. O'Connell lui-même est également porté absent, car il est au Canada pour assister à une conférence au nom de l'INTO. Le vote de censure se solde par une égalité, et Ceann Comhairle est donc autorisé à voter de manière décisive, se rangeant du côté du gouvernement. Une occasion rare dans l’histoire irlandaise de placer une coalition dirigée par les travaillistes au sein du gouvernement est manquée.

### Chef du parti travailliste
Le 5e Dáil est dissous après seulement quatre mois de mandat, entraînant les élections générales irlandaises de septembre 1927. L'élection ne se déroule pas bien pour les travaillistes et ils perdent tous les sièges qu'ils avaient remportés lors des élections générales irlandaises de juin 1927, plus un siège supplémentaire. L'une des victimes est le leader travailliste Thomas Johnson. La règle du Parti travailliste stipule que le chef doit être un député en exercice. À ce titre, O'Connell est élu à l'unanimité nouveau chef du parti, poste qu'il occupe jusqu'en 1932.
O'Connell hérite de Johnson d'un parti travailliste peu discipliné. Johnson lui-même a déclaré en privé qu'entre 13 députés et 5 sénateurs, aucun d'entre eux ne pourrait jamais s'entendre sur les valeurs fondamentales du parti. Les députés travaillistes ne votant pas conformément au reste du parti sont plus fréquents qu'avec les autres partis. En octobre 1931, le gouvernement Cumann na Gaedhael fait adopter la loi sur la sécurité publique. La loi permet au gouvernement d'établir un tribunal militaire pour juger les affaires politiques ainsi que le droit de suspendre les garanties constitutionnelles à sa propre discrétion. Il s'agit d'une réponse à l'activité croissante de l'Armée républicaine irlandaise à travers le pays, mais les travaillistes et ses membres craignent qu'il ne piétine les libertés civiles. Un vote interne des syndicats a lieu sur le projet de loi et, par une marge de 3 contre 1, ils votent contre le projet de loi. O'Connell dénonce le projet de loi au Dáil, déclarant qu'il constitue une farce de l'institution et que Cumann na Gaedhael pourrait tout aussi bien établir une dictature militaire en Irlande pendant qu'ils y étaient. Cependant, lorsque les votes ont lieu sur le projet de loi, deux députés travaillistes, le leader adjoint du parti travailliste Daniel Morrissey et Richard Anthony, votent avec le gouvernement. Compte tenu de l'ampleur d'un vote aussi fondamental, O'Connell se sent obligé d'expulser les deux députés du parti pour leurs actions.
Un autre problème traité par O'Connell au cours de son mandat concerne en 1930 l'affaire Letitia Dunbar-Harrison, peut-être mieux connue sous le nom d'« affaire des bibliothécaires de Mayo ». Dunbar-Harrison a postulé pour devenir bibliothécaire du comté de Mayo, un poste qui est vacant à l'époque. Finalement, le conseil du comté refuse de lui donner le poste, sous prétexte qu'elle ne parle pas irlandais mais, comme beaucoup le pensent, c'est parce qu'elle est protestante. La question prend de l'ampleur et devient une question politique nationale, Cumann na Gaedhael soutenant sa nomination, mais les évêques catholiques et de nombreux partis d'opposition s'y opposent. Peut-être de manière surprenante, le parti travailliste fait partie de ceux qui s'opposent à cette nomination, O'Connell travaillant avec des personnalités comme l'archevêque de Tuam pour plaider contre cette nomination.
De 1929 à 1930, il est président du Parti travailliste irlandais et du Congrès des syndicats irlandais. En 1935, il cofonde la Educational Building Society avec Alexander McCabe.

## Fin de carrière politique
Il perd son siège aux élections de 1932, ne se présente pas aux élections générales de 1933 et, en 1941, il est élu 3e Seanad. En 1943, il est élu au 4e Seanad par le Panel culturel et éducatif, mais ne se présente pas aux élections du Seanad de 1944. Le Panel culturel et éducatif l'élit en 1948 au 6e Seanad et en 1954 au 8e Seanad.